# Uzunsöğüt, Türkoğlu
Uzunsöğüt là một xã thuộc huyện Türkoğlu, tỉnh Kahramanmaraş, Thổ Nhĩ Kỳ. Dân số thời điểm năm 2010 là 1.915 người.